# Kanton Châtel-Guyon
 Châtel-Guyon is een kanton van het Franse departement Puy-de-Dôme. Het kanton maakt deel uit van de arrondissementen  Riom (7)  en Clermont-Ferrand (1).

 Het telt 23.422 inwoners in 2018.

Het kanton  werd gevormd ingevolge het decreet van 21  februari 2014 met uitwerking op 22 maart 2015 met Châtel-Guyon als hoofdplaats.

## Gemeenten
Het kanton Châtel-Guyon omvat volgende 8 gemeenten:
- Châteaugay
- Châtel-Guyon
- Enval
- Malauzat
- Marsat
- Ménétrol
- Mozac
- Volvic